# Plynovod Greenstream

Plynovod Greenstream je převážně podmořský plynovod pro transport zemního plynu z Libye do Itálie. Plynovod vlastní a vybudovala firma Agip Gas BV což je společný podnik italské energetické společnosti ENI a národní ropné společnosti (NOC) z Libye.

## Historie
První plány na plynovod pochází z roku 1970. Následovaly studie proveditelnosti v letech 1980 a 1990. Výstavba byla nakonec zahájena v letech 2003. Dodávky byly zahájeny 1. října 2004 a plynovod byl slavnostně otevřen dne 7. října 2004 Silvio Berlusconi a Muammar Kaddáfí.

## Technické parametry
Délka podmořské trasy je 520 km a kapacita 10 miliard m³/rok.Plynovod začíná na libyjských ropných polích Wafa kde se těží ropa, pokračuje do Mellitahu kde trasa pokračuje pod hladinou Středozemního moře. Na povrch se znovu dostává v italském městě Gela na Sicílii. Náklady na výstavbu dosáhly v přepočtu 6,6 miliardy amerických dolarů, potrubí má průměr 32″ (810 mm).